# Wugen (köpinghuvudort i Kina, Zhejiang Sheng, lat 28,32, long 121,27)
Wugen (kinesiska: 坞根, 坞根镇) är en köpinghuvudort i Kina. Den ligger i provinsen Zhejiang, i den östra delen av landet, omkring 240 kilometer sydost om provinshuvudstaden Hangzhou. Antalet invånare är 20 237. Befolkningen består av 10 094 kvinnor och 10 143 män. Barn under 15 år utgör 14,0 %, vuxna 15-64 år 69 %, och äldre över 65 år 15,0 %.
Runt Wugen är det mycket tätbefolkat, med 1 095 invånare per kvadratkilometer. Närmaste större samhälle är Wenqiao, 7,6 km norr om Wugen. Trakten runt Wugen består till största delen av jordbruksmark.
Genomsnittlig årsnederbörd är 2 023 millimeter. Den regnigaste månaden är juni, med i genomsnitt 334 mm nederbörd, och den torraste är januari, med 74 mm nederbörd.